# أمراض المرارة
أمراض المرارة هي الأمراضُ التي تُصيبُ المرارةَ وتَرتبطُ ارتباطًا وثيقًا بأمراضِ القنواتِ الصّفراويّةِ وتَشملُ المغصَ المراريَّ والتهابَ المرارةِ الذي يصيبُ كبارَ السنِّ في الغالب والذي يحتاجُ إلى علاجٍ فوريٍّ بالسوائلِ وتهدئةِ الالتهابِ إضافةً إلى المعالجةِ الجراحيةِ في بعضِ الأحيان. وكذلك حصى المرارةِ الذي يعتبرُ من أمراضِ المرارةِ الشائعةِ، إذ تتكون الحصى في المرارة وفي أماكن أخرى من القنواتِ الصفراوية. ومن الأمراضِ النادرةِ التي تصيبُ المرارةَ سرطانُ المرارةِ أو سرطانُ الحُويصلةِ الصفراويّةِ الذي يكثُر حُدُوثُهُ في أمريكا الوسطى والجنوبيةِ كما أنّهُ مُنتشرٌ في وسطِ وشرقِ أوروبّا واليابان وشمالِ الهند. يُمكنُ أن يُؤدِّي اضطرابُ الهُرموناتِ أو القنواتِ أو المرارةِ إلى الإِصابةِ بالمرضِ. حَصَى المرارةِ هي أَكثرُ مرضٍ شائعٍ ويُمكن أن يؤدي إِلى أَمراضٍ أُخرَى، مِنها التهابُ المرارةِ والتهابُ البنكرياس عندما تَسُدُّ الحصَاةُ القناةَ البنكرياسيَّةَ. يُوصَفُ العلاجُ للأمراضِ المصحوبةِ بأعراضٍ ويُمكِنُ أن يختلفَ من العلاجِ الجراحِيِّ إِلى العلاجِ غير الجراحِيِّ.
المرارة هيَ عضوٌ صغيرٌ مُجوفٌ كُمثريُّ الشكل يقعُ أَسفلَ الكبد، تُخزنُ وتتركزُ فيهِ العُصارةُ الصفراوية قبل إطلاقها في الأمعاء الدقيقة، وظيفتُها الأساسيَةُ هي تَخزِينُ العُصارةِ الصفراويةِ التي تُستخدمُ في هضمِ الدهونِ. تُساعدُ المرارةُ في هضمِ الدهونِ عن طريقِ تركيزِ وتخزينِ العصارةِ الصفراويةِ الموجودةِ في الكبدِ ونقلها عبرَ القناةِ الصفراويةِ إلى الجهازِ الهضميِ من خلالِ القَنواتِ الصفراويةِ التي تربِطُ الكبدَ والمرارةَ والعضلةَ العاصِرةَ أودي. يتحكّمُ بالمرارةِ هرمونٌ عصبيٌّ، إذ يُؤدّي هرمونُ الكوليسيستوكينين إلى تَقَلُّصِ وإطلاقِ الصفراءِ في القنواتِ الصفراويةِ. تسمحُ الهرموناتُ الأُخرى بالاسترخاءِ وتخزينِ المزيدِ من الصفراءِ.
أُصِيبَ حوالَي 104 ملايين شخصٍ بأمراضِ المرارةِ والقَنواتِ الصَّفراويةِ في عام 2013.

## علامات وأعراض مرض المرارة

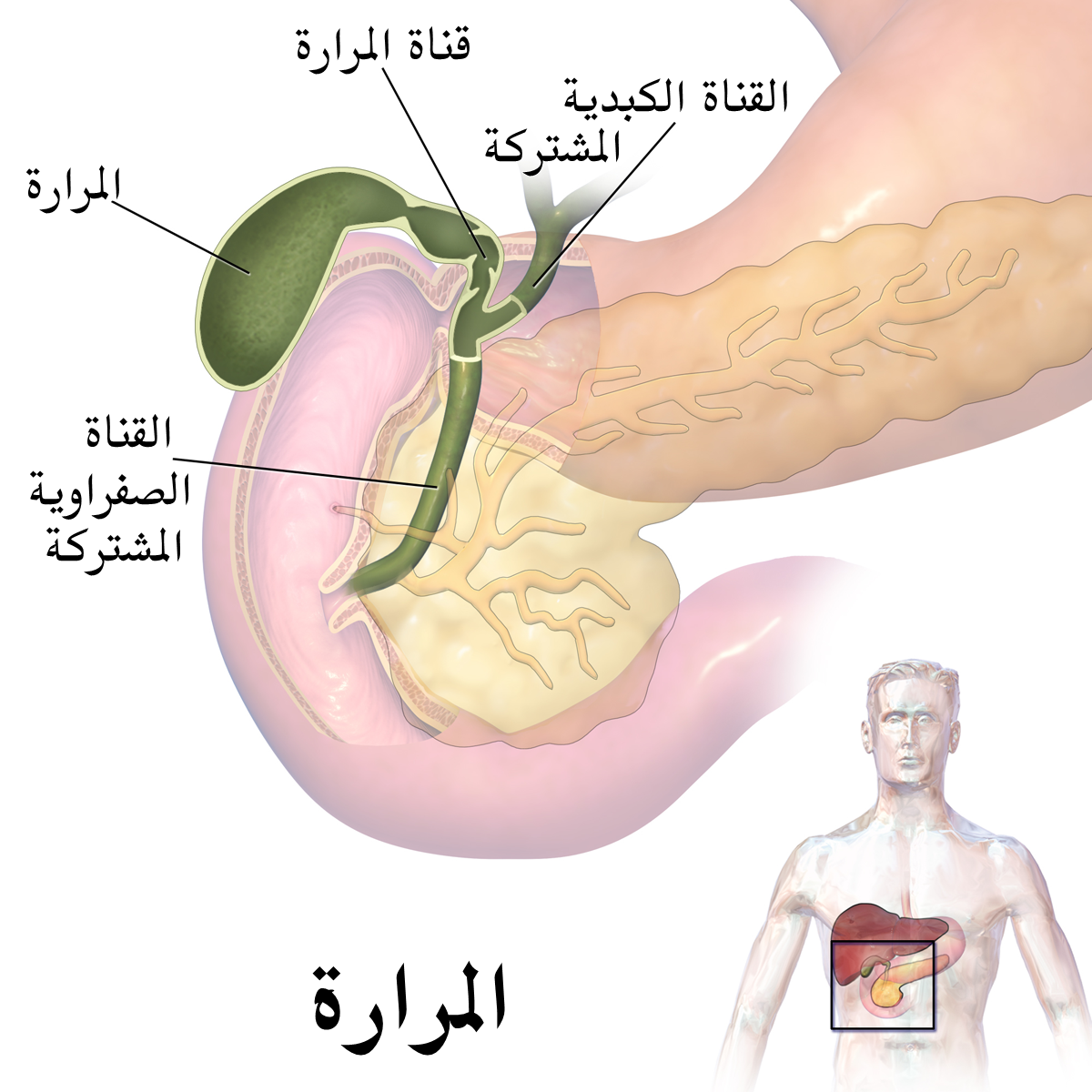
المرارة

يبدأُ مرضُ المرارةِ غالبًا بألمٍ بطني يقعُ في الربعِ العلويِّ الأيمنِ من البطنِ. يحدثُ الألمُ عادةً بشكلٍ مفاجئٍ وينتشرُ إلى الكتفِ الأيمنِ والظهرِ اعتمادًا على عدةِ عواملَ منها أمراضٌ معينة. يمكنُ أن يكونَ ثابتًا أو عرضيًا ويستمرُّ من دقائقَ إلى ساعاتٍ. يُوصفُ هذا الألمُ بالمغصِ الصفراويِّ. من الأعراضِ الشائعةِ الأخرى لمرضِ المرارةِ والمغصِ الصفراويِّ الغثيانُ والقيءُ. قد تظهرُ على المريضِ حمى في حالاتٍ مُعينةٍ مثلَ التهابِ المرارةِ والتحصّي الصفراويِّ.
يُفحصُ المريضُ بدنيًّا بعلامة مورفي. يمسكُ الطبيبُ الجزءَ السفليَّ من الضلوعِ اليمنى ويثني أصابعَهُ تحتها. يؤدي الفحصُ الإيجابيُّ إلى الشعورِ بالألمِ مع الشهيقِ العميقِ ويدلُّ على التهابِ المرارةِ. مع علامةِ مورفي الإيجابيةِ يؤدي الجسُّ العميقُ للبطنِ أيضًا إلى الشعورِ بالألمِ. في هذه الحالاتِ سيحتاجُ الأطباءُ إلى استبعادِ التهابِ الصفاقِ. عدمُ وجودِ علامةِ مورفي لا يستبعدُ جميعَ أمراضِ المرارةِ مثلَ التهابِ الأقنيةِ الصفراويةِ الصاعد. يمكنُ أن يؤديَ استخدامُ المستشعر بالموجاتِ فوقَ الصوتيةِ ليحلَّ محلَّ يَدَي الطبيبِ أثناءَ فحصِ البطنِ بالموجاتِ فوقَ الصوتيةِ إلى اكتشافِ علامةِ مورفي الإيجابية. تحتوي العلامةُ أيضًا على أكثرَ من 90% من القيمةِ التنبؤيةِ الإيجابيةِ والسلبيةِ لالتهابِ المرارةِ الحادِّ.

## التشخيص

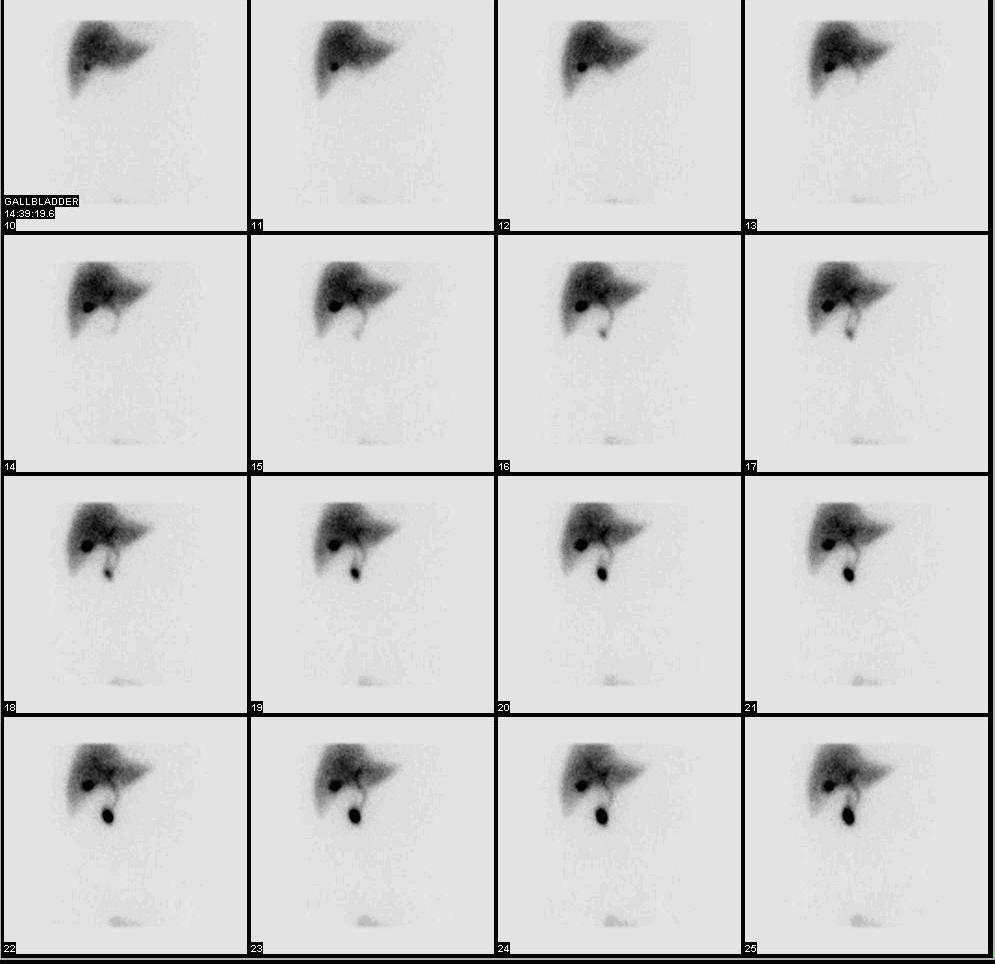
يُساعد التصوير الومضاني الصفراوي على اكتشاف أمراض المرارة.

يعتمدُ الفحصُ التشخيصيُّ على نتائجِ الاختباراتِ الأكثرِ تأثُّرًا عندَ الإصابةِ بأحدِ أمراضِ المرارةِ. على وجهِ التحديدِ، تكونُ اختباراتُ وظائفِ الكبدِ وأنزيمات البنكرياس مثل الليباز ضمنَ الحدودِ الطبيعيةِ. يُمكنُ أنْ يكونَ هناكَ ارتفاعٌ طفيفٌ في الفوسفاتازِ القلويِّ والبيليروبين في بعضِ الحالاتِ مثلَ التهابِ المرارةِ. إذا كانت حصواتُ المرارةِ تسُدُّ مناطقَ القناةِ الصفراويةِ الأخرى التي تسبّبُ حصواتٍ في البنكرياس أو التحصّي الصفراوي فسيلاحظُ ارتفاعُ اختباراتِ وظائفِ الكبدِ وإنزيماتِ البنكرياسِ والبيليروبين.
تُعتبرُ الموجاتُ فوق الصوتيةِ التصويرَ التشخيصيَّ المفضلَ لفحصِ سماكةِ جدرانِ المرارةِ والأورامِ الحميدةِ والسائلِ حولَ المرارةِ وحصى المرارة. يمكنُ أيضًا ملاحظةُ علامة مورفي الإيجابية باستخدامِ محولِ طاقةِ الموجاتِ فوقَ الصوتيةِ. وتُوجدُ طريقةُ تصويرٍ أخرى هي استخدام التصويرِ الومضانيِّ للصفراءِ لفحصِ وظيفةِ الكبد. يقيِّم هذا الفحصُ ما إذا كانتِ المرارةُ تعملُ كما ينبغي مع كميةٍ مضبوطةٍ من الهرمون. فيما يتعلقُ بتحصي القناةِ الصفراويةِ المشتبهِ به، يُستخدمُ تصويرُ القناةِ الصفراويةِ الوراثيِّ بالمنظارِ في كل من التشخيصِ والعلاجِ حيثُ يمكنُهُ إزالةُ الحصواتِ التي تسدُّ القنواتِ الصفراويةَ التي تسبّبُ التحصّي الصفراوي.

## العلاج
لا يُعالج المرضى الذين اكتُشفت لديهم حصاةٌ أو سليلةٌ مراريةٌ مصادفةً ودونَ ظهورِ أيّةِ أعراضٍ عليهم، ويكونُ العلاجُ فقط عندَ ظهورِ الأعراض. عندما يعاني الفردُ من مرضِ المرارةِ المصحوبِ بأعراضٍ أو سرطان في مراحلَ مبكرةٍ يكونُ العلاجُ جراحيًا باستئصالِ المرارة. يُعتبرُ استئصالُ المرارةِ أمرًا مثيرًا للجدلِ في حالاتِ السرطانِ المتقدمِ نظرًا لانخفاضِ معدلِ البقاءِ على قيدِ الحياةِ مدةَ 5 سنوات، خاصةً إذا كانت الغددُ الليمفاويةُ الناحيةُ مصابةً. عادة ما تنخفضُ أعراضُ مرضِ المرارةِ بعدِ استئصالها إلا إذا كان ألمُ البطن ناتجًا عن أمراضِ الجهازِ الهضمي الأخرى مثل متلازمةِ القولونِ العصبي.
العلاجُ غيرُ الجراحي لحصى والتهاب المرارة يشملُ العلاجَ الدوائيَّ الذي يستخدمُ لإذابة الحصوات. يُستخدمُ حمضُ كينوديوكسيكوليك ويورسوديول مع شُيوعِ استخدام يورسوديول لقلّةِ آثارِهِ الجانبية. يستغرقُ الأمرُ ما يقربُ من عامين لإذابةِ الحصواتِ الصغيرةِ بالأدوية. وتُوجدُ طرقٌ أخرى لتقليلِ عواملِ الخطرِ التي قد تكوّنُ حصى المرارة، هي تقليل الوزن والتغييرات الغذائية لخفض الكوليسترول والدهون الثلاثية.

## حصى المرارة

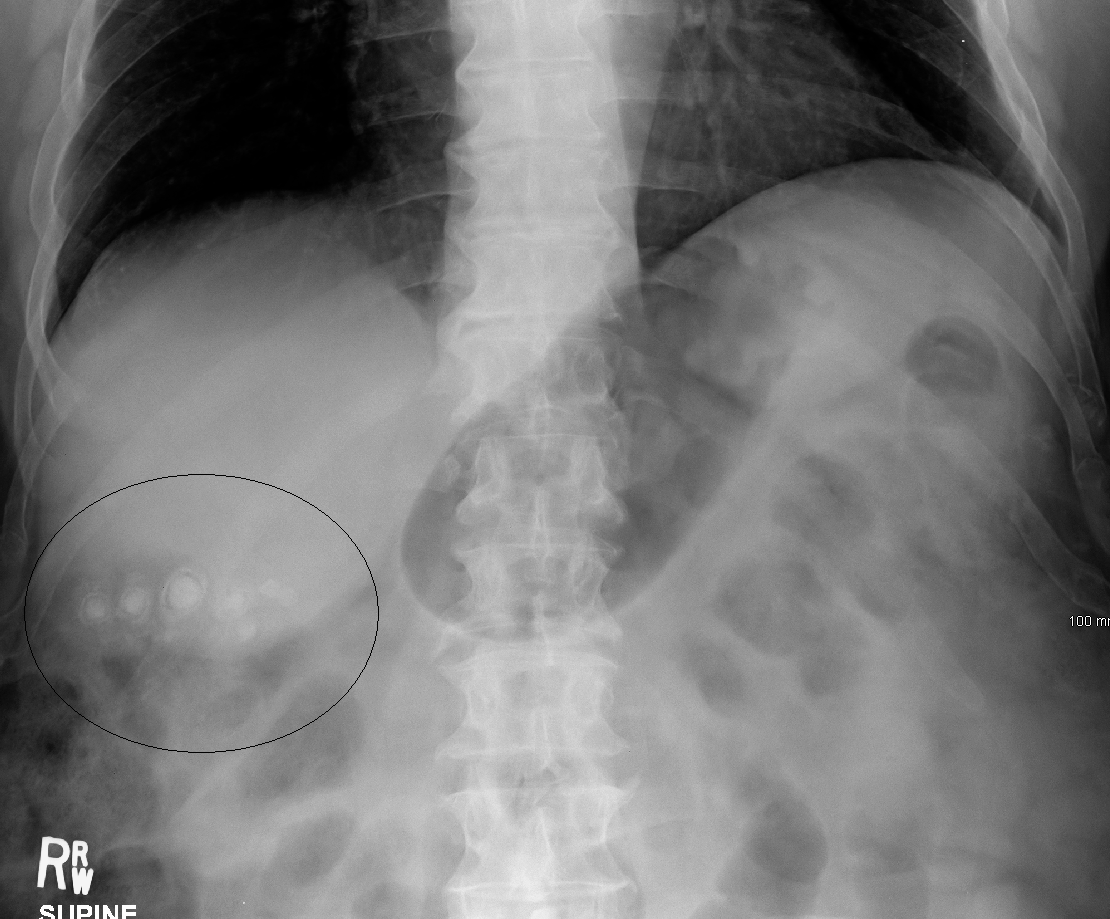
حصى المرارة كما تظهر في الأشعة السينية.

قد تتطورُ الحصواتُ الصفراويةُ في المرارة أو في أي مكانٍ آخرَ في القناةِ الصفراوية. إذا كانت حصواتُ المرارة مصحوبة بأعراض، فيمكنُ الإشارةُ إلى الاستئصالِ الجراحي للمرارة. تتشكل حصواتُ المرارة عندما يكونُ التوازنُ الضعيفُ لقابلية ذوبانِ الدهونِ الصفراويةِ لصالحِ ترسيب الكوليسترول أو البيليروبين غير المقترن أو منتجات التحلل البكتيري للدهونِ الصفراوية. بالنسبةِ لحصواتِ المرارةِ الكوليسترولية، تتحدُ التغيراتُ الأيضيةُ في إفرازِ الكوليسترولِ الكبديِّ مع التغيراتِ في حركيةِ المرارةِ والتحللِ الجرثوميِّ المعويِّ لأملاحِ الصفراءِ لزعزعةِ استقرارِ حاملي الكوليسترول في الصفراءِ وإنتاجِ بلوراتِ الكوليسترول. بالنسبةِ لحصى المرارةِ ذاتِ الصبغةِ السوداء، تؤدي التغيراتُ في استقلابِ الهيمِ أو امتصاصِ البيليروبين إلى زيادةِ تركيزاتِ البيليروبين وترسيبِ بيليروبيناتِ الكالسيوم. في المقابل، فإنَّ الانسدادَ الميكانيكيَّ للقناةِ الصفراويةِ هو العاملُ الرئيسيُّ الذي يؤدي إلى التحللِ البكتيريِّ وترسيبِ الدهونِ الصفراويةِ في أحجارِ الصباغِ البني.

### عوامل الخطورة

#### الحمل
خلالَ فترةِ الحمل عندَ الإناثِ وعندما تزدادُ الهرموناتُ الجنسيةُ بشكلٍ طبيعي، تظهرُ الكُدارةُ أو الحمأةُ الصفراويةُ «وهي جسيماتُ الموادِّ المستمدةِ من الصفراءِ التي تتكونُ من الكوليسترول وبيليروبينات الكالسيوم والميوسين» تظهرُ في 5-30% من النساء. تختفي الكدارةُ في كثيرٍ من الأحيانِ خلالَ فترةِ ما بعدَ الولادة، وقد تتطوّرُ لتُكَوِّنَ حصى في المرارةِ بنسبةٍ ضئيلة «~5%». هُناك عواملُ خطرٍ إضافيةٌ عن تشكيلِ الحصى خلالَ فترةِ الحملِ وتشملُ السمنةَ «قبل الحمل»، وانخفاضَ البروتينِ الدهنيِّ عالي الكثافة في الدم ومتلازمة التمثيل الغذائي.

#### موانع الحمل الهرمونية
تزدادُ احتماليةُ تكوينِ حصواتِ المرارةِ لدى النساءِ ضعفَ احتمالِ تعرّضِ الرجالِ لها، خاصةً خلالَ سنواتِ الخصوبةِ؛ وتقلّ بعدَ انقطاعِ الطمَثِ. الآليةُ الأساسيةُ هي الهرموناتُ الجنسيةُ الأنثويةُ. التكافؤُ واستخدامُ موانعِ الحملِ الفمويةِ والعلاجِ ببدائلِ الإستروجين هي عواملُ خطرٍ لتكوينِ حصواتِ الكوليسترول. تؤثرُ الهرموناتُ الجنسيةُ الأنثويةُ سلبًا على إفرازِ الصفراءِ الكبديةِ ووظيفةِ المرارةِ. يزيدُ هرمونُ الإستروجين من إفرازِ الكوليسترول ويقللُ من إفرازِ ملحِ الصفراءِ، بينما يعملُ البروجستين عن طريقِ تقليلِ إفرازِ ملحِ الصفراءِ وإضعافِ إفراغِ المرارةِ مما يؤدي إلى الركود. قد يزيدُ البروجستين الجديدُ من الجيلِ الرابعِ «دروسبيرينون»، المستخدمُ في بعضِ موانعِ الحملِ الفمويةِ، من خطرِ الإصابةِ بأمراضِ حصاةِ المرارةِ؛ ومع ذلكَ، فإنَّ المخاطرَ المتزايدة متواضعةٌ للغايةِ وليس من المحتملِ أن تكونَ ذاتَ مغزى سريريًا.
أُجريتْ دراسةٌ جماعيةٌ «تاريخيةٌ» بأثرٍ رجعيٍّ على قاعدةِ بياناتٍ كبيرةٍ جدًا بما في ذلك بيانات ميديكيد «Medicaid» لعام 1980 وعام 1981 من ولايتي ميشيغان ومينيسوتا إذ جرتْ مقارنةُ 138,943 مستخدمةٍ لموانعِ الحملِ الفمويةِ معَ 341,478 منْ غيرِ المستخدماتِ لتلكِ الموانعِ. وخلُصتِ الدراسةُ إلى أنَّ موانعَ الحملِ الفمويةِ تُعتبرُ عواملَ خطرٍ لمرضِ المرارةِ، على الرغمِ منْ أنّ الخطرَ كبيرٌ بما يكفي ليكونَ ذا أهميةٍ سريريةٍ محتملةٍ فقطْ عندَ الشابات.
تُشيرُ دراسةُ منعِ الحملِ عن طريقِ الفمِ التي أجرتْها الكليةُ الملكيةُ للممارسينَ العامّينَ عامَ 1984 إلى أن موانعَ الحملِ الفمويةِ على المدى الطويلِ لا ترتبطُ بأيِّ خطرٍ متزايدٍ للإصابةِ بأمراضِ المرارةِ، على الرغمِ من وجودِ تسارعٍ في المرضِ لدى النساءِ المعرضاتِ للإصابةِ به.
تُشيرُ أحدثُ الأبحاثِ إلى خلافِ ذلكَ. خَلُصَ تحليلٌ تلوي عام 1993 إلى أن استخدامَ موانعِ الحملِ الفمويةِ مرتبطٌ بزيادةٍ طفيفةٍ وعابرةٍ في معدلِ الإصابةِ بأمراضِ المرارةِ، ولكن تأكّدُ لاحقًا أنَّ موانعَ الحملِ الحديثةَ ذات الجرعاتِ المنخفضةِ أكثرُ أمانًا من الموانعِ القديمةِ، على الرغمِ من أنَّهُ لا يمكنُ استبعادُ التأثيرِ حتى في الأدويةِ الحديثةِ.
فسَّرتْ دراسةٌ مقارنةٌ أُجرِيتْ عامَ 2001 لقاعدةِ بياناتٍ تابعةٍ لشركةِ الإحصاءاتِ الطبيةِ العابرةِ للقارات «آي إم إس» أنهُ في مجموعةٍ كبيرةٍ من النساءِ اللواتي يستخدمْنَ موانعَ الحملِ الفمويةِ، وُجِدتْ زيادةٌ طفيفةٌ ذاتُ دلالةٍ إحصائيةٍ لخطرِ الإصابةِ بأمراضِ المرارةِ المرتبطةِ بالديسوجيستريل والدروسبيرينون والنوريثيستيرون مقارنةً معَ الليفونورجيستريل. لا تُوجدُ خُطورةٌ كبيرةٌ في الأدويةِ الأخرى من وسائلِ منعِ الحملِ الفموية «إثينوديول ثنائي الأسيتات [الإنجليزية] ونورجيستريل ونورجيستيمت [الإنجليزية]».

#### العلاج الهرموني لانقطاع الطمث
في حين أنَّ بعضَ الدراساتِ القائمةَ على الملاحظةِ قد اقترحت أنَّ هرمونَ الإستروجين يزيدُ من خطرِ الإصابةِ بأمراضِ المرارة بمقدارِ ضعفين إلى أربعةِ أضعاف، ولكنْ لم يُبلغْ عن مثلِ هذا الارتباطِ بشكلٍ ثابت. أحدثُ بياناتِ التجاربِ السريريةِ العشوائيةِ بين النساءِ بعد انقطاعِ الطمثِ تدعمُ الآنَ دورًا سببيًا لعلاجِ هرمونِ الإستروجين عن طريقِ الفم. تأكيدًا للنتائجِ الإيجابية لدراسةٍ كبيرةٍ أخرى، أبلغتْ مبادرةُ صحةِ المرأةِ عن زيادةٍ كبيرةٍ جدًا «<0.001» لخطرِ الإصابةِ بأمراضِ المرارةِ أو جراحة نُسِبَتْ إلى العلاجاتِ مع كلٍّ من هرمونِ الإستروجين وحده «البريمارين» و«الإستروجين المترافقِ مع الأسيتات ميدروكسي بروجستيرون». على وجهِ التحديد، زيادة بنسبة 67% في حالة هرمون الإستروجين وحده «البريمارين مقابل الدواء الوهمي» و59% في الحالةِ الأخرى «البريمارين مع الإستروجين المترافق مع الأسيتات مقابل الدواء الوهمي» بعدَ سنِّ اليأسِ بينَ النساءِ الصحيحاتِ اللواتي خضعْنَ لاستئصالِ الرحم «8,376» أو لم يخضعْنَ «14,203» قبل التوزيع العشوائي، على التوالي.

#### عوامل أخرى
أشارت دراسةٌ سابقةٌ في عامِ 1994 إلى أنَّ مؤشرَ كتلةِ الجسمِ لا يزالُ أقوى مؤشرٍ على حصواتِ المرارةِ بينَ الشابات. عواملُ الخطرِ الأخرى هي وجودُ أكثر من أربعِ حالاتِ حملٍ وزيادةُ الوزنِ وتدخينُ السجائر. تبينَ أن للكحولِ علاقةٌ عكسيةٌ بين الاستخدامِ وأمراضِ المرارة.
في حين أشارتْ دارسةٌ ذاتيةٌ نُشرت في عام 1998 أنَّهُ لم يكنْ هناكَ أي ارتباطٍ بين مرضِ المرارةِ وعواملَ أُخرى متعددةٍ بما في ذلكَ التدخينُ والكحولُ والقهوةُ وارتفاعُ ضغطِ الدم.

## التهاب المرارة
هو التهابٌ حادٌّ أو مُزمنٌ في الحُويصلةِ الصفراويَّةِ، وغالبًا ما يُصيبُ كبارَ السِّنّ. يؤدي إلى ألمٍ في الربعِ العلويِّ الأيمنِ للبطنِ أو المنطقةِ فوقَ المعديةِ وأعراضٍ أُخرى كالحرارةِ والقيئ. يُشخّصُ التهابُ المرارةِ بالموجاتُ فوقَ الصوتيةِ من خلالِ إظهارِ زيادةِ سمكِ جدارِ المرارة. بالإضافةِ إلى ذلك في الحالاتِ الحادة، تكونُ هناكَ زيادةٌ في عددِ خلايا الدمِ البيضاء. قد يُؤدي التهابُ المرارةِ إلى مضاعفاتٍ عديدةٍ مثلَ ثقبِ المرارةِ أو موتِ الخلايا في المرارةِ. يحتاجُ التهابُ المرارةِ إلى العلاجِ الفوريِّ بالسوائلِ وتهدئةِ الالتهابِ بالإضافةِ إلى المعالجةِ الجراحيةِ في بعضِ الأحيان.

## سليلة المرارة
سليلة المرارة هي نموٌّ في المرارةِ لأسبابٍ مختلفة، وأكثرُها شيوعًا هو سلائلُ الكوليسترول. يمكنُ أن يسبّبَ بعضُها آلامًا في الجزءِ العلويَِ من البطن، بينما يكونُ بعضُها الآخرُ دونَ أَعراض. يحدّدُ الحجمُ والأعراضُ مسارَ العلاج، وقد يخضعُ الأشخاصُ الذين يعانونَ من الأورامِ الحميدةِ الصغيرةِ لمراقبةٍ روتينيةٍ لنموِّ الأورامِ الحميدة. تَتَطلّبُ الأورامُ الحميدةُ الأكبرُ من 10 مم استئصالَ المرارة بسببِ الصفاتِ الخبيثةِ المحتملة.

## سرطان المرارة

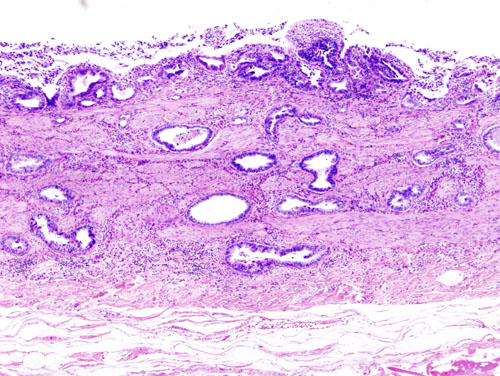
صورة مجهرية تظهر سرطانة غدية في المرارة

سَرطانُ المرارةِ أو سرطانُ الحويصلةِ الصفراويّةِ «ورمٌ خبيثٌ في المرارة» نادرُ الحدوثِ، وغالبًا ما يكونُ سرطانًا غديًا. نظرًا لأن معظمَ السرطاناتِ في المراحلِ المبكرةِ لا تظهرُ عليها أعراض، فإن أورامَ المرارةِ تُكتشفُ في مراحلَ متأخرةٍ ولها مآلٌ سيء. توجدُ فرضياتٌ متعددةٌ حولَ قابليةِ الفردِ للإصابةِ بالسرطانِ مع ملاحظةِ زيادةِ القابليةِ للإصابةِ في المرضى الذينَ يعانونَ من التهابِ المرارةِ وحصى المرارةِ، ومن الأسبابِ الأخرى التي قد تَزيدُ من احتِماليةِ الإصابةِ بسرطانِ المرارةِ العِرْقُ ووجودُ أورامٍ حميدةٍ في المرارةِ وأمراضٌ أخرى مثلَ السُّمنة. تشملُ الأعراضُ استمرارَ الألمِ في الربعِ العلويِّ الأيمنِ واليرقانَ وفقدانَ الوزنِ وفقدانَ الشهية.

## خلل حركة العصارة الصفراوية
خَلَلُ الحركةِ الصفراويةِ أو خللُ حركةِ العصارةِ الصفراويةِ هو مرضٌ ينتجُ عن إطلاقٍ غيرِ طبيعيٍ للصفراءِ من المرارةِ ممّا يُؤدي إلى مَغصٍ صَفراويٍّ مُزْمِن. يَعتمدُ التشخيصُ على العديدِ من الدراساتِ التي تفحصُ السببَ الأكثرَ شيوعًا لحَصَواتِ المرارةِ والنظرِ إلى الجزءِ المقذوفِ من خلالِ التصويرِ الومضانيِّ الصفراويِّ باستخدامِ هرمونِ كوليسيستوكينين. يتسبّبُ هذا الهرمونُ في إفرازِ العصارةِ الصفراويةِ من المرارة.

## متلازمة ما بعد استئصال المرارة
متلازمةُ ما بعدَ استئصالِ المرارة: هو مُصطلحٌ طبيٌّ يصفُ حدوثَ أعراضٍ بطنيةٍ بعدَ عامينِ من استئصال المرارة. تحدثُ هذه الأعراضُ في حوالي 5-40% من مرضى استئصال المرارة. وقد تكونُ هذهِ الأعراضُ مؤقتةً أو مستمرةً أو على طولِ الحياة، إذْ تُشخّصُ الحالةُ المزمنةُ منها في حوالي 10% من الحالات.

## التهاب بالورم الحبيبي الأصفر
الالتهابُ بالورمِ الحبيبيِّ الأصفرِ هو شكلٌ من أشكالِ الالتهابِ الحادِّ والمزمنِ الذي يَتميَّزُ بتجمعٍ وفيرٍ للخلايا البلعميةِ الرغويةِ بين الخلايا الالتهابيةِ الأخرى. وجودُ الالتهابِ في الكِلى والحوضِ الكلويِّ هو الأكثرُ شيوعًا والأكثرُ شهرةً، يَليهِ حدوثُهُ في المرارةِ ولكن سُجّلت العديدُ منَ الحالاتِ الأُخرى لاحقًا. يُلاحظ النوعُ الأكثرُ شيوعًا للالتهابِ بالورمِ الحبيبيِّ الأصفرِ في التهابِ الحويضةِ والكليةِ والتهابِ المرارةِ، على الرغم من أنه وُصِفَ مؤخرًا في مجموعةٍ من المواقعِ الأخرى منها الشعبُ الهوائيةُ والرئةُ وبطانةُ الرحمِ والمهبلُ وقناتا فالوب والمبيضُ والخصيةُ والبربخُ والمعدةُ والقولون واللفائفيُّ والبنكرياسُ والعظامُ والغددُ الليمفاويةُ والمثانةُ والغدةُ الكظريةُ والبطنُ والعضلات.

## أمراض واضطرابات أخرى
- كولستروليةُ المرارةِ: هي تغيرٌ في جدارِ المرارةِ نتيجةً للكولسترولِ الزائد، ولا تَرتَبطُ هذهِ الحالةُ معَ التَّحصّي الصفْراويِّ أو التهاب المرارة.[36]
- تكلُّسُ المرارةِ: هو تكلسٌ في المرارةِ يُعتقدُ أَنّهُ ناتجٌ عن الحصى المراريّةِ المُفرطة.
- المَغصُ المَراريُّ: هو ألمٌ يتعلقُ بالمرارةِ، يحدثُ حينَما تَسدُّ حصاةٌ صفراويةٌ القناةَ المراريةَ بشكلٍ مؤقتٍ وقصيرٍ وتَنقَبِضُ فيهِ المرارة.
- كُدَارةُ المرارة: هو مرضٌ منخفضُ الانتشارِ يكونُ على شكلِ بلوراتٍ متجمّعةٍ، يحدثُ غالبًا عندَ الحوامل.
- الورامُ العَضليُّ الغديُّ: هو حالةٌ حميدةٌ تَتميزُ بفرطِ التَنسُّجِ الذي يَشملُ جدارَ المرارةِ لأسبابٍ غيرِ معروفة.[37]

## وصلات خارجية
- حصى المرارة - نظرة عامة على الموضوع
- استئصال المرارة: الاستئصال الجراحي للمرارة
- أسئلة جراحية عن المرارة